# Animation Domination
Fox's Animation Domination est le nom attribué au bloc de programmation diffusé les dimanches soir sur le réseau américain Fox. En janvier 2013, un bloc additionnel sera diffusé le samedi soir entre 23h et 0h30.
Au Canada, le réseau Global qui pratique la substitution simultanée sur le câble et satellite, utilise le terme Animation Rules.
Les chaînes de Fox au niveau international utilisent aussi ce nom, traduit dans la langue du pays.